# The Big City
The Big City (bra Piratas Modernos) é um filme mudo norte-americano de 1928, do gênero policial, dirigido por Tod Browning e estrelado por Lon Chaney.
The Big City é agora um filme perdido, porque o último exemplar conhecido foi perdido num incêndio nos arquivos da Metro-Goldwyn-Mayer em 1967.